# Chuy
Chuy (ˈtʃwi) – miasto leżące we wschodniej części Urugwaju, w departamencie Rocha, 340 km (211 mi) w kierunku północno-wschodnim od Montevideo. Leży na granicy z Brazylią i jest oddzielone od brazylijskiego miasta Chuí tylko wspólną alejką, która służy jako granica oraz przez potok Arroyo Chuy od wschodu. W 2011 roku populacja wynosiła 9 675.

## Etymologia nazwy
Według większości badaczy słowo Chuy pochodzi z grupy języków tupi-guarani. Indianie nazwali tak mały strumień, na którego brzegu powstało miasto o takiej samej nazwie. Zdaniem hiszpańsko-urugwajskiego filologa Daniela Granada, Chui była także nazwą, którą Indianie nadali ptakowi z żółtym brzuszkiem, powszechnie występującemu w swoim naturalnym środowisku jakim są okoliczne bagna. Według Tancredo Blotta, chuy to złożone słowo i powinno być tłumaczone jako „river of brown water” (rzeka z brązową wodą).
Brazylijski historyk Péricles Azambuja nawiązuje do pogłosek głoszących, że to słowo (oryginalnie Chyu) może pochodzić od dawnych plemion, które przemieszczały się z Andów. Keczuańskie słowo, achuy oznaczało nauczanie przez opowiadanie historii, zatem chuy'o mógł być „mistrzem” lub „narratorem”.
W innym kontekście, chuy może być odczytywane jako mała żaba albo ropucha w wodzie, mały żółw albo mały koń. Zwolennicy niektórych z powyższych teorii argumentują, że okoliczny potok i przepływ wody w nim jest nieznaczny w porównaniu z innymi obszarami.

## Ludność
W 2004 roku w Chuy mieszkało 10 401 osób.
| Rok  | Populacja |
| ---- | --------- |
| 1963 | 2 881     |
| 1975 | 4 521     |
| 1985 | 8 257     |
| 1996 | 9 804     |
| 2004 | 10 401    |
| 2006 | 10 485    |
| 2011 | 9 675     |

Źródło: Instituto Nacional de Estadística de Uruguay.